# Palpimanus aegyptiacus
Espèce
Palpimanus aegyptiacus est une espèce d'araignées aranéomorphes de la famille des Palpimanidae.

## Distribution
Cette espèce se rencontre en Égypte, au Tchad, en Algérie et en Tunisie.

## Étymologie
Son nom d'espèce lui a été donné en référence au lieu de sa découverte, l'Égypte.

## Publication originale
- Władysław Kulczyński, « Fragmenta Arachnologica. XIV, XV », Bulletin international de l'Académie des sciences de Cracovie, vol. 1909,‎ 1909, p. 667-687.